# Augustino Steuco
Augostino (of Agustino) Steuco (Latijn: Agostinus Steuchus of Eugubinus) (geboren in 1497 of 1498 en overleden in 1548) was een Italiaanse anti-reformatorische humanist uit Gubbio in Umbrië.
In 1513 trad hij toe tot de orde van de Augustijnse kanunniken van San Salvatore te Bologna, waar hij zijn intrek nam in het klooster van San Secundo in Gubbio. In 1524 vertrok hij naar het moederklooster in Bologna, waar hij Hebreeuws en retorica studeerde aan de destijds fameuze Universiteit van Bologna. In 1525 werd hij door zijn congregatie naar het klooster van Sant 'Antonio di Castello in Venetië gezonden, waar hij vanwege zijn deskundigheid in het Grieks en Hebreeuws en de humanistische tekstkritiek de leiding kreeg over de bibliotheek van het klooster, geschonken aan de kanunniken door kardinaal Domenico Grimani. Vele van de bijbelse, Hebreeuwse en filosofische werken van de collectie aldaar waren ooit eigendom van Pico della Mirandola.
In de daaropvolgende jaren (1529–33) schreef Steuco een reeks polemische werken tegen Maarten Luther en  ook tegen Erasmus, die hij ervan beschuldigde de protestantse opstand tegen de katholieke kerk te hebben bevorderd. Steuco bleef loyaal aan de tradities en gebruiken van de kerk, inclusief de leer van het pauselijk gezag.
Zijn polemische en exegetische werken trokken de aandacht van de toenmalige paus Paulus III, en in 1538 benoemde deze hem tot bisschop van Chisamo op Kreta en stelde hij hem aan als bibliothecaris van het Vaticaan. Hoewel hij nooit het hem toegewezen bisdom op Kreta bezocht, vervulde Steuco wel tot aan zijn dood in 1548 zijn rol als bibliothecaris. 
In 1540 publiceerde Steuco De perenni philosophia libri IX. Daarin trachtte hij aan te tonen dat vele van de ideeën die de wijzen, dichters en filosofen uit de klassieke oudheid naar voren brachten niet strijdig doch daarentegen juist in wezenlijke harmonie zouden zijn met het christendom. 
Steuco stelt zijn 'eeuwige filosofie' voor, diep doordrongen van platonisme, aan de vooravond van het Concilie van Trente: een moment waarop de door de Reformatie in gevaar gebrachte eenheid binnen de christelijke wereld nog leek te kunnen worden hersteld.